# Gräfsnäs station
Gräfsnäs är en station på museijärnvägen Anten-Gräfsnäs Järnväg (AGJ). Den nuvarande stationen är byggd för museijärnvägen och är belägen cirka 300 meter söder om den ursprungliga stationen. Stationen ligger på den tidigare sträckningen Västergötland–Göteborgs Järnväg (VGJ / Västgötabanan) som gick mellan Göteborg och Skara, trafikerad från 1900 till 1967.

## Stationshuset
Stationshuset i Gräfsnäs, som flyttades till nuvarande plats 1986, var ursprungligen stationshus på Björsareds station (VGJ) och byggdes år 1899. Arkitekt är Adrian C. Petersson.